# Roman Le Puy
Roman Le Puy (fr. Romain du Puy) – francuski arystokrata z Le Puy-en-Velay, krzyżowiec. Podczas I krucjaty znajdował się w armii Rajmunda IV z Tuluzy, towarzysząc biskupowi Le Puy Ademarowi z Monteil. W dokumentach pojawia się ok. 1100 roku. Od 1118 roku senior Zajordanii, którą otrzymał w lenno od króla jerozolimskiego Baldwina I.
Pod koniec lat 20. XII w. rycerstwo jerozolimskie podzieliło się na dwa obozy. Roman stanął na czele rycerstwa, które poparło Hugona z Le Puiset w  jego konflikcie z królem Fulkiem. Przyczyną konfliktu było utrzymywanie bliskich stosunków przez Hugona z królową Melisandą (jego przyjaciółką z dzieciństwa), córką króla Baldwina II. Konflikt zakończył się szczęśliwie dla króla, Hugon został ostatecznie skazany na trzyletnie wygnanie. Jego zwolennicy znaleźli się w niełasce. Około 1132 roku Fulko wywłaszczył i wydziedziczył Romana, nadając Zajordanię w lenno innemu urzędnikowi - Paganowi Cześnikowi.
Roman został skazany na wygnanie.
Był żonaty z Richildą, z którą miał dwóch synów: Rudolfa i Rajmunda.